# Station Sieraków
Station Sieraków is een spoorwegstation in de Poolse plaats Sieraków Śląski.